# Ренарс Вуцанс
Ренарс Вуцанс (латис. Renārs Vucāns, нар. 4 листопада 1973, Рига) — латвійський футболіст, що грав на позиції півзахисника за низку латвійських команд та національну збірну Латвії.

## Клубна кар'єра
У дорослому футболі дебютував 1994 року виступами за команду клубу «Пардаугава», в якій того року взяв участь у 21 матчі чемпіонату.
Своєю грою за цю команду привернув увагу представників тренерського штабу клубу «Сконто-Металс», до складу якого приєднався 1995 року. Відіграв за другу команду ризького «Сконто» наступний сезон своєї ігрової кар'єри. Більшість часу, проведеного у її складі був основним гравцем команди. У складі «Сконто-Металса» був одним з головних бомбардирів команди, маючи середню результативність на рівні 0,35 голу за гру першості.
1997 року уклав контракт з клубом ЛУ/«Даугава», у складі якого провів наступний рік своєї кар'єри гравця. Граючи у складі ризької ЛУ/«Даугава» також здебільшого виходив на поле в основному складі команди.
Протягом 1999 року захищав кольори команди клубу «Рига», а наступний рік провів у «Сконто».
Завершив професійну ігрову кар'єру у клубі «Ауда», за команду якого виступав протягом 2001 року.

## Виступи за збірну
2000 року провів чотири товариські матчі у складі національної збірної Латвії.
| Дата      | Місто         | Господарі | Результат | Гості      | Турнір                      | Голи | Примітки |
| --------- | ------------- | --------- | --------- | ---------- | --------------------------- | ---- | -------- |
| 2-2-2000  | Пафос (місто) | Латвія    | 0 – 2     | Румунія    | Міжнародний турнір на Кіпрі | -    | 82'      |
| 4-2-2000  | Пафос (місто) | Латвія    | 1 – 3     | Словаччина | Міжнародний турнір на Кіпрі | -    | 70'      |
| 6-2-2000  | Ларнака       | Литва     | 2 – 1     | Румунія    | Міжнародний турнір на Кіпрі | -    |          |
| 26-4-2000 | Каунас        | Литва     | 2 – 1     | Латвія     | товариський матч            | -    | 63'      |
| Усього    |               | Матчів    | 4         |            | Голів                       | 0    |          |